# Prothoe nicrostrate
Prothoe nicrostrate är en fjärilsart som beskrevs av Hans Fruhstorfer 1907. Prothoe nicrostrate ingår i släktet Prothoe och familjen praktfjärilar. Inga underarter finns listade i Catalogue of Life.